# تيد تالبرت
تيد تالبرت (بالإنجليزية: Ted Talbert)‏ هو صحفي أمريكي، ولد في 1942، وتوفي في 22 يناير 2013 بسبب نوبة قلبية.

## وصلات خارجية
- تيد تالبرت على موقع IMDb (الإنجليزية)